# Казацкий Кут
Казацкий Кут (укр. Козацький Кут, до 2024 года — Перше Травня) — село,
Першотравенский сельский совет,
Криворожский район,
Днепропетровская область,
Украина.
Код КОАТУУ — 1220388801. Население по данным на 2022 год составляло 700 человек. Население по переписи 2001 года составляло 861 человек.
Является административным центром Першотравенского сельского совета, в который, кроме того, входят сёла
Запорожское,
Новая Сечь и
Новосемёновка.

## Географическое положение
Село Казацкий Кут находится на правом берегу канала Днепр — Кривой Рог,
выше по течению на расстоянии в 1,5 км расположено село Новосемёновка.
На расстоянии в 1 км расположено село Новая Сечь.
Вокруг села много ирригационных каналов.

## История
- 1922 — дата основания.

## Объекты социальной сферы
- Школа.
- Клуб.
- Фельдшерско-акушерский пункт.
- Библиотека.

## Достопримечательности
- Братская могила советских воинов.